# Severo Eulálio Neto
Severo Maria Eulálio Neto, mais conhecido como Severo Eulálio, (Teresina, 7 de outubro de 1983) é um advogado e político brasileiro, atualmente deputado estadual pelo Piauí.

## Dados biográficos
Filho de Kleber Dantas Eulálio e Lúcia Maria Bona Andrade Eulálio. Advogado formado pelo Centro de Ensino Unificado de Teresina (CEUT), é também Bacharel em Administração com habilitação em Marketing na mesma instituição sendo pós-graduando em Direito Constitucional pela Universidade para o Desenvolvimento do Estado e da Região do Pantanal.
Assessor jurídico do Sindicato dos Policiais Civis Penitenciários e Servidores da Secretaria de Justiça do Piauí (SINPOLJUSPI), da Associação de Municípios da Microrregião de Picos (AMPICOS) e da Associação Piauiense de Municípios (APPM), além de assessor especial da presidência do Tribunal de Contas do Piauí e secretário de Representação do município de Picos em Teresina. Eleito deputado estadual pelo PMDB em 2014, reelegeu-se pelo MDB em 2018 e 2022. Em 1º de fevereiro de 2023 a Assembleia Legislativa do Piauí foi palco de uma decisão inéditaː elegeu Franzé Silva para presidi-la e elegeu Severo Eulálio para o biênio a iniciar-se em 2025, neste último caso antecipando em dois anos o rito sucessório.
Seu pai foi eleito deputado estadual pelo Piauí por sete mandatos e seu avô, Severo Maria Eulálio, foi eleito deputado federal pelo referido estado em 1970.